# 부선상

부선상(중국어 정체자: 傅善祥, 병음: Fu Shanxiang: 1833년 ~ 1856년?)은 태평천국의 여성 관료다.
강소성 남경 출신. 어려서 부모를 잃고 올케에게 양육되었다. 경학, 부 등 학문을 익혔다. 1853년 태평천국이 남경을 점령하고 남녀 각각 과거를 실시하자 부선상이 여성 장원을 받았다. 부선상은 동왕 양수청의 비서가 되었고, 태평천국의 많은 포고령(천조전묘제도, 남녀평등, 아편금지, 전족금지 등)이 부선상의 붓끝에서 나왔다고 한다. 1856년 천경사변 이후에는 기록에 나타나지 않는 것으로 보아, 사변 중 다른 동왕부 사람 2만 명과 함께 목숨을 잃은 것으로 보인다.